# K-On!
K-On! (jap. けいおん! Keion!) – czteropanelowa manga autorstwa Kakifly, publikowana na łamach magazynu „Manga Time Kirara” wydawnictwa Hōbunsha od kwietnia 2007 do czerwca 2012. Ukazywała się także w czasopiśmie „Manga Time Kirara Carat”. W Polsce prawa do jej dystrybucji nabyło wydawnictwo Studio JG.
Na podstawie mangi powstał serial anime wyprodukowany przez studio Kyoto Animation, który emitowano od kwietnia do czerwca 2009. Sequel, zatytułowany K-On!!, był emitowany od kwietnia do września 2010. Seria doczekała się również gry wydanej na PSP oraz PS3, a także filmu pełnometrażowego.

## Fabuła
W bliżej nieokreślonej części Japonii, cztery uczennice żeńskiej szkoły Sakuragaoka dołączyły do klubu muzycznego, by ten nie został rozwiązany. Jakkolwiek były jego jedynymi członkami. Początkowo jedna z członkiń Yui Hirasawa, nie miała żadnego pojęcia na temat gry na instrumentach jak i nie potrafiła odczytywać zapisu nutowego, lecz po pewnym czasie nauczyła się grać na gitarze. Od tego momentu Yui razem z basistką Mio Akiyamą, perkusistką Ritsu Tainaką, i grającą na keybordzie Tsumugi Kotobuki, spędzała swój czas na występach, ćwiczeniach, i wspólnych spotkaniach ze swoimi przyjaciółkami. Klub nadzorowany był przez nauczycielkę muzyki Sawako Yamanakę, która została ich wychowawcą w ostatniej klasie szkoły średniej. Jakiś czas później w klubie zawitała młodsza o rok, nowa gitarzystka Azusa Nakano. 
Po tym jak Yui, Mio, Ritsu i Tsumugi ukończyły szkołę średnią i dostały się na uniwersytet, dołączyły do klubu muzycznego razem z trzema innymi uczennicami, Akirą Wadą, Ayame Yoshidą i Sachi Hayashi. W tym samym czasie Azusa ciągle kontynuowała nauki w szkole średniej, należąc do klubu muzycznego wraz z nowymi jego członkiniami: Ui Hirasawą będącą siostrą Yui, Jun Suzuki, Sumire Saitō i Nao Okudą.
Spin-off K-On! Shuffle skupia się na nowych postaciach z innej szkoły. Zainspirowane klubem ze szkoły Sakuragaoka, Yukari Sakuma i jej przyjaciółka Kaede Shimizu pragnęły założyć swój własny klub. Razem z szkolną koleżanką Maho Sawabe, odkryły Light Music Appreciation Society, czyli klub którego jedyną członkinią była Riko Satou.

## Bohaterowie
- Ritsu Tainaka (jap. 田井中 律 Tainaka Ritsu)

Seiyū: Satomi Satō 
Ma krótkie, jasnobrązowe włosy i brązowe oczy. Gra na perkusji. Założycielka klubu muzycznego. Nosi żółtą opaskę na głowie. Lubi śmiać się z Mio i zjadać wypieki Tsumugi. Wesoła i wyluzowana dziewczyna, która rzadko się boi, lecz dość często zapomina o formalnościach które powinna wypełniać.
- Mio Akiyama (jap. 秋山 澪 Akiyama Mio)

Seiyū: Yōko Hikasa 
Ma długie, czarne włosy. Gra na gitarze basowej. Jest bardzo wstydliwa i strachliwa. Jak się przestraszy, mówi „nic nie widziałam, nic nie słyszałam”. Dojrzała fizycznie dziewczyna. Od dziecka przyjaźni się z Ritsu, z którą się często przekomarza, lecz naprawdę są przyjaciółkami. Sawako wykorzystuje wstydliwość Mio i ubiera ją w stroje pokojówek i inne zawstydzające ubrania.
- Yui Hirasawa (jap. 平沢 唯 Hirasawa Yui)

Seiyū: Aki Toyosaki 
Ma krótkie brązowe włosy. Nosi dwie żółte spinki we włosach. Gra na gitarze. Jest mało odpowiedzialna, leniwa, czasem zachowuje się jak dziecko, lecz mimo to sprawia wrażenie miłej i koleżeńskiej. Objada się wypiekami Tsumugi. Ma siostrę Ui, która jest jej przeciwieństwem. Gdy przyszła pierwszy raz do klubu nie umiała grać, ani nawet nie miała gitary, wszystkiego nauczyły ją przyjaciółki.
- Tsumugi Kotobuki (jap. 琴吹 紬 Kotobuki Tsumugi)

Seiyū: Minako Kotobuki 
Ma długie, blond włosy. Gra na keyboardzie. Jej rodzice prowadzą sklep z instrumentami. Posiada kilka willi do których członkinie klubu wyjechały na „obóz treningowy” Większość przedmiotów w klubie należy do niej (np. zestaw do herbaty). Chętnie pomaga przyjaciółkom i jest bardzo miła.
- Azusa Nakano (jap. 中野 梓 Nakano Azusa)

Seiyū: Ayana Taketatsu 
Ma czarne włosy związane w dwa kucyki i brązowe oczy. Gra na gitarze, jest o rok młodsza od swoich przyjaciółek z klubu. Na początku denerwowało ją ich lenistwo i próbowała zapędzić koleżanki do gry, lecz z czasem się z tym pogodziła. Dziewczyny zmuszają ją czasem do zakładania opaski z kocimi uszami, a Yui nazywa ją Azu-nyan.
- Sawako Yamanaka (jap. 山中 さわ子 Yamanaka Sawako)

Seiyū: Asami Sanada 
Jest bardzo miłą i spokojną nauczycielką muzyki, lecz pozory mylą: gdy była zbuntowaną nastolatką należała do zespołu metalowego, gdzie była wokalistką i grała na gitarze, by zapomnieć o tym, została nauczycielką.
- Ui Hirasawa (jap. 平沢 憂 Hirasawa Ui)

Seiyū: Madoka Yonezawa 
Młodsza siostra Yui. Jest bardzo dojrzała jak na swój wiek, opiekuje się starszą siostrą i robi za nią dosłownie wszystko (pomagała Yui również w nauce gry na gitarze).
- Nodoka Manabe (jap. 真鍋 和 Manabe Nodoka)

Seiyū: Chika Fujitō 
Przyjaciółka Yui poznana w przedszkolu. Jest przewodniczącą szkoły, pomaga gdy Ritsu nie wypełni swoich obowiązków.
- Jun Suzuki (jap. 鈴木 純 Suzuki Jun)

Seiyū: Yoriko Nagata 
Przyjaciółka z klasy Ui i Azusy. Gra na basie w klubie jazzowym.

## Manga
Czteropanelowa manga autorstwa Kakifly była publikowana w magazynie „Manga Time Kirara” od 9 kwietnia 2007 do 9 września 2010. Ukazywała się również co dwa miesiące w „Manga Time Kirara Carat”, siostrzanym magazynie „Manga Time Kirara”, począwszy od numeru z października 2008. Seria została zebrana w 4 tankōbonach, wydanych między 26 kwietnia 2008 a 27 września 2010.  
W Polsce manga ukazała się nakładem wydawnictwa Studio JG.
| Nr | Język japoński   | Język japoński         | Język polski      | Język polski           |
| Nr | Data wydania     | ISBN                   | Data wydania      | ISBN                   |
| -- | ---------------- | ---------------------- | ----------------- | ---------------------- |
| 1  | 26 kwietnia 2008 | ISBN 978-4-8322-7693-2 | 24 kwietnia 2015  | ISBN 978-83-8001-060-4 |
| 2  | 26 lutego 2009   | ISBN 978-4-8322-7781-6 | 31 sierpnia 2015  | ISBN 978-83-8001-073-4 |
| 3  | 18 kwietnia 2009 | ISBN 978-4-8322-7869-1 | 26 listopada 2015 | ISBN 978-83-8001-095-6 |
| 4  | 27 września 2010 | ISBN 978-4-8322-7943-8 | 29 lutego 2016    | ISBN 978-83-8001-109-0 |

W kwietniu 2011 manga została wznowiona w dwóch oddzielnych magazynach. Rozdziały wydawane w „Manga Time Kirara” ukazywały się od 8 kwietnia 2011 do 9 czerwca 2012 i koncentrują się na czterech głównych bohaterkach oryginalnej serii, które uczęszczają na studia. Zostały zebrane w jednym tomie zatytułowanym K-On! College (jap. けいおん! college), który wydano 27 września 2012.
| Nr | Data wydania (język japoński) | ISBN (język japoński)  |
| -- | ----------------------------- | ---------------------- |
| 1  | 27 września 2012              | ISBN 978-4-8322-4196-1 |

Rozdziały opublikowane w „Manga Time Kirara Carat” ukazywały się między 28 kwietnia 2011 a 28 czerwca 2012 i skupiają się na postaciach Azusy, Ui i Jun, które kontynuują działalność klubu muzyki lekkiej. Następnie zostały wydane w tomie zatytułowanym K-On! Highschool (jap. けいおん! highschool), który opublikowano 27 października 2012.
| Nr | Data wydania (język japoński) | ISBN (język japoński)  |
| -- | ----------------------------- | ---------------------- |
| 1  | 27 października 2012          | ISBN 978-4-8322-4209-8 |

Spin-off, zatytułowany K-On! Shuffle, ukazuje się w magazynie „Manga Time Kirara” od 9 lipca 2018. Pierwszy tankōbon został opublikowany 27 lutego 2020, według zaś stanu na 27 lipca 2022, do tej pory wydano 2 tomy.
| Nr | Data wydania (język japoński) | ISBN (język japoński)  |
| -- | ----------------------------- | ---------------------- |
| 1  | 27 lutego 2020                | ISBN 978-4-8322-7171-5 |
| 2  | 27 lipca 2022                 | ISBN 978-4-8322-7382-5 |

## Anime
W grudniu 2008 redakcja magazynu „Newtype” poinformowała, że manga otrzyma adaptację w formie telewizyjnego serialu anime. 13-odcinkowa seria została wyreżyserowana przez Naoko Yamadę, napisana przez Reiko Yoshidę i wyprodukowana przez studio Kyoto Animation. Była emitowana od 3 kwietnia do 26 czerwca 2009 w stacji TBS, a później także w BS-TBS, MBS i CBC. Dodatkowy odcinek OVA został wydany 20 stycznia 2010.
30 grudnia 2009 poinformowano, że powstanie drugi sezon. Seria, zatytułowana K-On!!, liczyła łącznie 26 odcinków i była emitowana w stacji TBS między 7 kwietnia a 28 września 2010. 16 marca 2011 został wydany także odcinek OVA.

### Ścieżka dźwiękowa
| Sezon          | Odcinki  | Tytuł              | Wykonawcy                                                                | Źródło        |
| Czołówka       | Czołówka | Czołówka           | Czołówka                                                                 | Czołówka      |
| -------------- | -------- | ------------------ | ------------------------------------------------------------------------ | ------------- |
| 1              | 1–8      | „Cagayake! Girls”  | Aki Toyosaki, Yōko Hikasa, Satomi Satō, Minako Kotobuki                  | [ 25 ] [ 1 ]  |
| 1              | 9–13     | „Cagayake! Girls”  | Aki Toyosaki, Yōko Hikasa, Satomi Satō, Minako Kotobuki, Ayana Taketatsu | [ 25 ] [ 1 ]  |
| 2              | 1–13     | „Go! Go! Maniac”   | Aki Toyosaki, Yōko Hikasa, Satomi Satō, Minako Kotobuki, Ayana Taketatsu | [ 26 ] [ 27 ] |
| 2              | 14–26    | „Utauyo!! Miracle” | Aki Toyosaki, Yōko Hikasa, Satomi Satō, Minako Kotobuki, Ayana Taketatsu | [ 28 ] [ 27 ] |
| Napisy końcowe |          |                    |                                                                          |               |
| 1              | 1–13     | „Don’t Say Lazy”   | Aki Toyosaki, Yōko Hikasa, Satomi Satō, Minako Kotobuki                  | [ 25 ] [ 1 ]  |
| 2              | 1–13     | „Listen!!”         | Aki Toyosaki, Yōko Hikasa, Satomi Satō, Minako Kotobuki, Ayana Taketatsu | [ 26 ] [ 27 ] |
| 2              | 14–26    | „No, Thank You!”   | Aki Toyosaki, Yōko Hikasa, Satomi Satō, Minako Kotobuki, Ayana Taketatsu | [ 28 ] [ 27 ] |

## Film kinowy
Film został wyprodukowany przez studio Kyoto Animation i wyreżyserowany przez Naoko Yamadę. Opowiada oryginalną historię głównych bohaterek serii, które wyjeżdżają do Londynu, aby uczcić ukończenie szkoły. Premiera w japońskich kinach odbyła się 3 grudnia 2011. Motywem otwierającym jest „Ichiban ippai” (jap. いちばんいっぱい) autorstwa Aki Toyosaki, natomiast końcowym „Singing!!” w wykonaniu Yōko Hikasy. W Polsce produkcja została wydana cyfrowo przez wydawnictwo Animagia, a także na nośnikach Blu-ray przez Anime Eden. Od 1 września 2016 film jest emitowany w stacji 2x2.

## Gra komputerowa
Rytmiczna gra komputerowa, zatytułowana K-On! Hōkago Live!! (jap. けいおん! 放課後ライブ!! Keion! Hōkago raibu!!), opracowana przez firmę Sega na konsolę PlayStation Portable, została wydana 30 września 2010. Rozgrywka polega na naciskaniu przycisków w odpowiednim czasie w rytm muzyki z anime. Gra obsługuje lokalny tryb wieloosobowy dla maksymalnie pięciu konsol. 21 czerwca 2012 wydana została zremasterowana do rozdzielczości HD wersja gry, która ukazała się konsolę PlayStation 3. 

## Odbiór

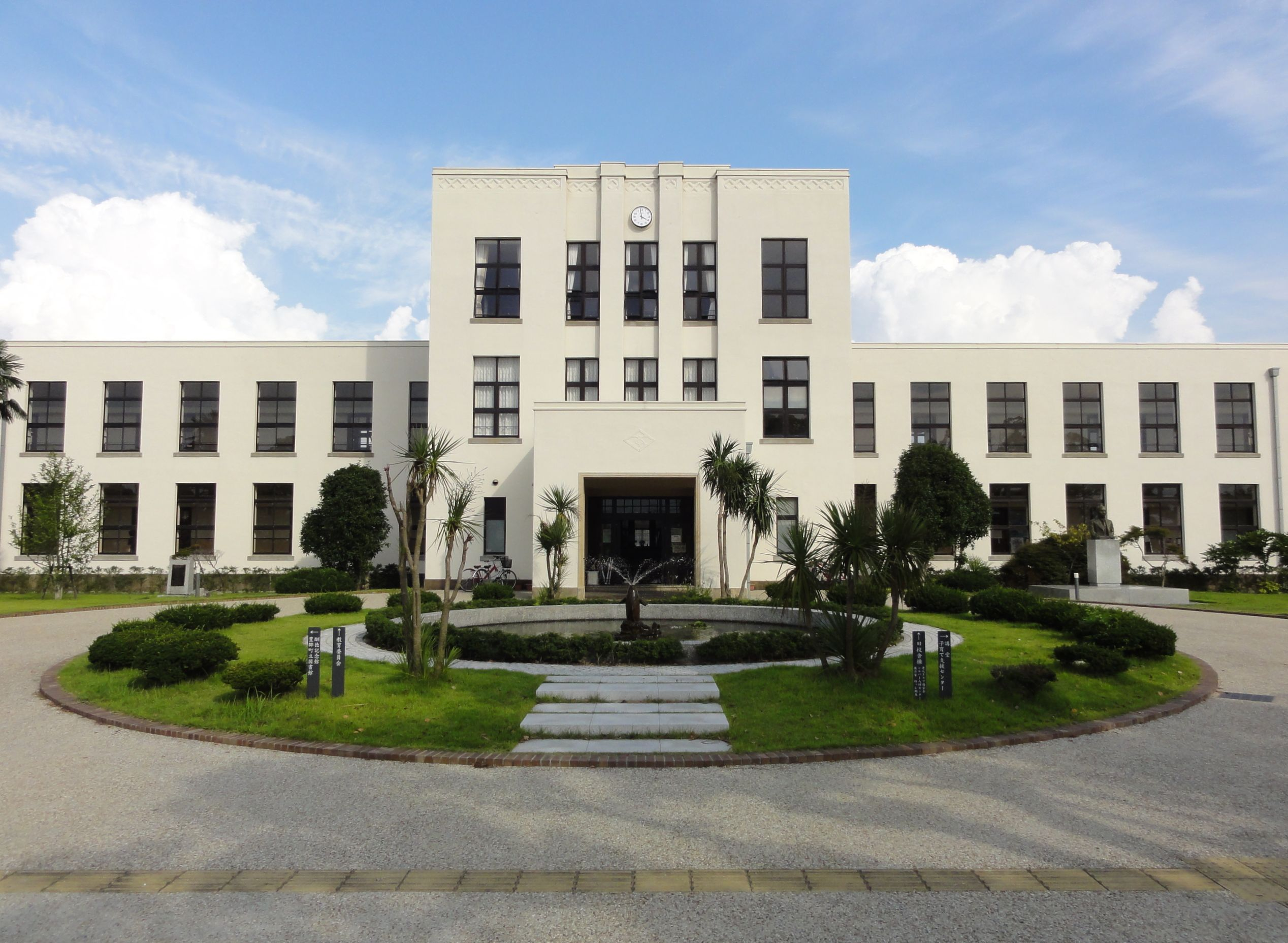
Fani anime odwiedzają dawną szkołę podstawową w Toyosato, która jest pierwowzorem liceum ukazanego w anime.

Pierwszy tom K-On! był 30. najlepiej sprzedającym się tomem mangi w Japonii, sprzedając się w nakładzie ponad 26 500 kopii w tygodniu między 27 kwietnia a 3 maja 2009. W kolejnym tygodniu pierwszy i drugi tom zajęły odpowiednio 19. i 20. miejsce na liście najlepiej sprzedających się mang w Japonii, osiągając wyniki sprzedaży wynoszące 23 200 i 22 500 egzemplarzy między 4 a 10 maja 2009. Do maja 2009 pierwsze dwa tomy mangi sprzedały się w nakładzie około 136 000 egzemplarzy każdy. Trzeci tom sprzedał się w liczbie ponad 120 000 kopii w tygodniu od 14 do 20 grudnia 2009, stając się 46. najlepiej sprzedającą się mangą w pierwszej połowie 2010 roku w Japonii (do 23 maja), z łączną liczbą sprzedanych egzemplarzy przekraczającą 328 000.
Singiel otwierający pierwszy sezon anime, „Cagayake! Girls”, zadebiutował na 4. miejscu cotygodniowej listy przebojów Oriconu, sprzedając się w liczbie około 62 000 egzemplarzy. Motyw kończący, „Don’t Say Lazy”, zadebiutował na 2. miejscu w rankingu, sprzedając się w nakładzie 67 000 egzemplarzy. W 2009 roku został również nagrodzony jako najlepszy motyw muzyczny podczas 14. edycji Animation Kobe. Dodatkowo, „Cagayake! Girls” i „Don’t Say Lazy” otrzymały platynowy certyfikat od Recording Industry Association of Japan (RIAJ) za pobranie odpowiednio 250 000 dzwonków telefonicznych. Mini album zatytułowany Ho-kago Tea Time zadebiutował na pierwszym miejscu cotygodniowej listy przebojów albumów muzycznych Oriconu, sprzedając się w liczbie 67 000 egzemplarzy. Motyw otwierający drugi sezon anime, „Go! Go! Maniac”, i motyw końcowy, „Listen!!”, zadebiutowały na 1. i 2. miejscu w pierwszym tygodniu po premierze na liście singli Oriconu, sprzedając się odpowiednio w ponad 83 000 i 76 000 egzemplarzy. Drugi motyw kończący i otwierający sezon, „No, Thank You!” i „Utauyo! Miracle”, sprzedały się w nakładzie odpowiednio w 87 000 i 85 000 kopii w pierwszym tygodniu, zajmując odpowiednio 2. i 3. miejsce na liście przebojów Oriconu, pokonane jedynie przez singiel zespołu SMAP – „This is Love”. W sierpniu 2010 „No, Thank You!” i „Utauyo! Miracle” otrzymały od RIAJ złoty certyfikat za 100 000 sprzedanych kopii. Singiel „Gohan wa Okazu/U&I” zadebiutował na 3. miejscu listy przebojów singli Oricou, sprzedając się w 53 000 egzemplarzy w pierwszym tygodniu. Album Ho-kago Tea Time II zadebiutował na 1. miejscu cotygodniowej listy przebojów albumów muzycznych Oriconu, sprzedając się w 127 000 egzemplarzy.

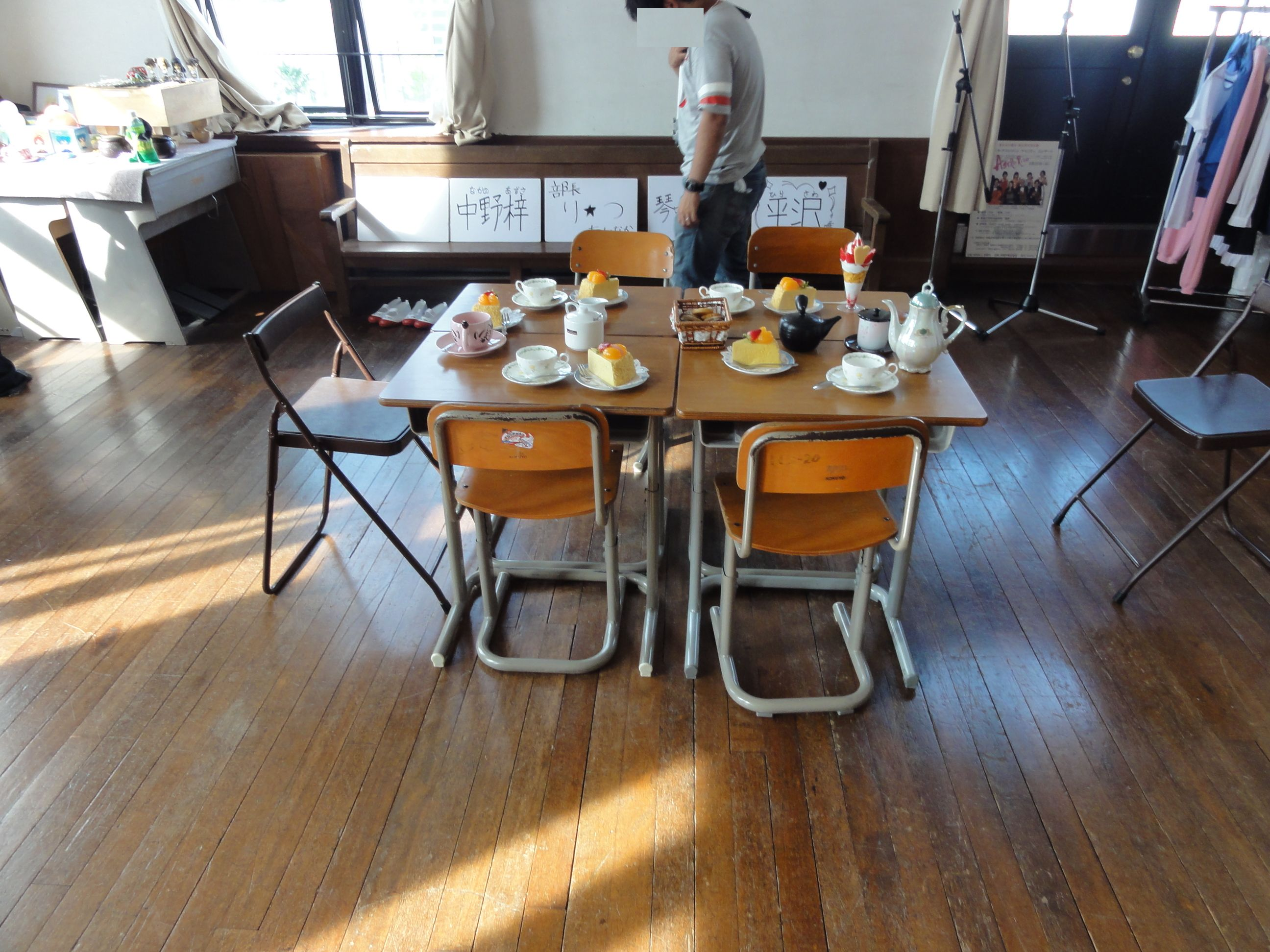
Sala w szkole podstawowej w Toyosato, która posłużyła jako wzór dla sali używanej przez Klub Muzyki Lekkiej w anime. Fani udekorowali pomieszczenie przedmiotami pokazanymi w serialu.

Pierwszy japoński tom DVD serii anime sprzedał się w liczbie około 8 000 egzemplarzy, debiutując na 7. miejscu w rankingu przebojów Oriconu w tygodniu od 29 lipca do 5 sierpnia 2009. Wydanie Blu-ray pierwszego tomu sprzedało się w około 33 000 egzemplarzy w tym samym tygodniu, zajmując 1. miejsce na liście przebojów Oriconu nośników Blu-ray. W sierpniu 2009 pierwszy tom K-On! był najlepiej sprzedającym się serialem anime na Blu-ray w Japonii, wyprzedzając poprzedniego rekordzistę Macross Frontier, który sprzedał się w liczbie około 22 000 kopii. Był to zarazem drugi najlepiej sprzedający się tytuł na Blu-ray w Japonii, ustępujący jedynie filmowi Evangelion 1.11 (Nie) jesteś sam, z liczbą około 49 000 kopii. Jednak w październiku 2009 pierwszy tom Bakemonogatari przewyższył K-On! w sprzedaży, osiągając w tym czasie liczbę 37 000 egzemplarzy. Później, wraz z wydaniem 3. tomu, całkowita sprzedaż serii na Blu-ray prześcignęła Bakemonogatari. Do 20 lutego 2011 oba sezony na Blu-ray sprzedały się łącznie w liczbie ponad 520 000 egzemplarzy.
W 2010 roku anime K-On! otrzymało nagrodę za najlepszą animację telewizyjną podczas gali Tokyo Anime Award. W kolejnym roku drugi sezon otrzymał tę samą nagrodę. Anime zdobyło również nagrodę dla najlepszej serii telewizyjnej podczas 15. edycji Animation Kobe w 2010 roku. W 2012 roku film kinowy był nominowany do 35. nagrody Japońskiej Akademii Filmowej za najlepszą animację filmową roku i zdobył nagrodę za najlepszy film podczas 2. ceremonii wręczenia nagród Newtype Anime Award. Otrzymał także nagrodę za najlepszy film kinowy podczas 17. edycji Animation Kobe.
Seria wpłynęła na rozwój turystyki w Toyosato, mającym związek z fenomenem pielgrzymek o tematyce anime. W mieście tym znajduje się szkoła podstawowa, która posłużyła za wzór dla liceum w anime. Szkoła udostępniła zwiedzającym część budynku jako wystawę związaną z serią. Matthew Li z Anime Tourist opisał ją jako: „Miejsce, które naprawdę rozumie swoją bazę fanów i zawiera wszystkie sentymentalne rekwizyty, które można zapamiętać z serialu i nie tylko; przechowując przedmioty widziane w szkole, jak muzeum”. Anime stanowiło również inspirację dla prawdziwych muzyków. Hiroto, basista zespołu The Sixth Lie, dołączył podczas nauki w gimnazjum do zespołu, który został zainspirowany przez K-On!.